# انتقام شیرین (فیلم ۱۹۹۸)
انتقام شیرین (به انگلیسی: Sweet Revenge) فیلمی محصول سال ۱۹۹۸ و به کارگردانی مالکوم موبرای است. در این فیلم بازیگرانی همچون سم نیل، هلنا بونهام کارتر، کریستین اسکات توماس، روپرت گراوس، مارتین کلونز، استیو کوگان، لیز اسمیت، شارلوت کولمن و جان وود ایفای نقش کرده‌اند.